# Ysengrinia
Ysengrinia (лат.) — вымерший род псообразных хищных из семейства амфиционид. Они населяли Европу в эпоху позднего олигоцена и раннего миоцена, Северную Америку в раннем миоцене, и возможно, юго-западную Африку в раннем миоцене.

## Морфология
Один ископаемый образец был проанализирован Legendre и Roth с целью определения прижизненной массы тела и, по оценкам, его вес составлял 71,6 кг.

## Классификация
По данным сайта Fossilworks, на январь 2017 года в род включают 6 вымерших видов:
- Ysengrinia americana Wortman, 1901
- Ysengrinia depereti Mayet, 1908
- Ysengrinia gerandiana Viret, 1929
- Ysengrinia ginsburgi Morales et al., 1998
- Ysengrinia tolosana Noulet, 1876
- Ysengrinia valentiana Belinchon & Morales, 1989